# Невинный (фильм, 1993)
«Неви́нный» (англ. The Innocent) — фильм Джона Шлезингера 1993 года с Изабеллой Росселлини и Энтони Хопкинсом. Экранизация романа Иэна Макьюэна.

## Сюжет
Холодная война. Британец Леонард влюбляется в немку Марию. Однако её муж-пьяница бьёт её, требует денег и не соглашается на развод. Застав влюблённых вместе, он начал драку, и Мария убила его. Влюблённые расчленили тело и попытались избавиться от него. Помощь в этом им оказал начальник Леонарда.

## В ролях

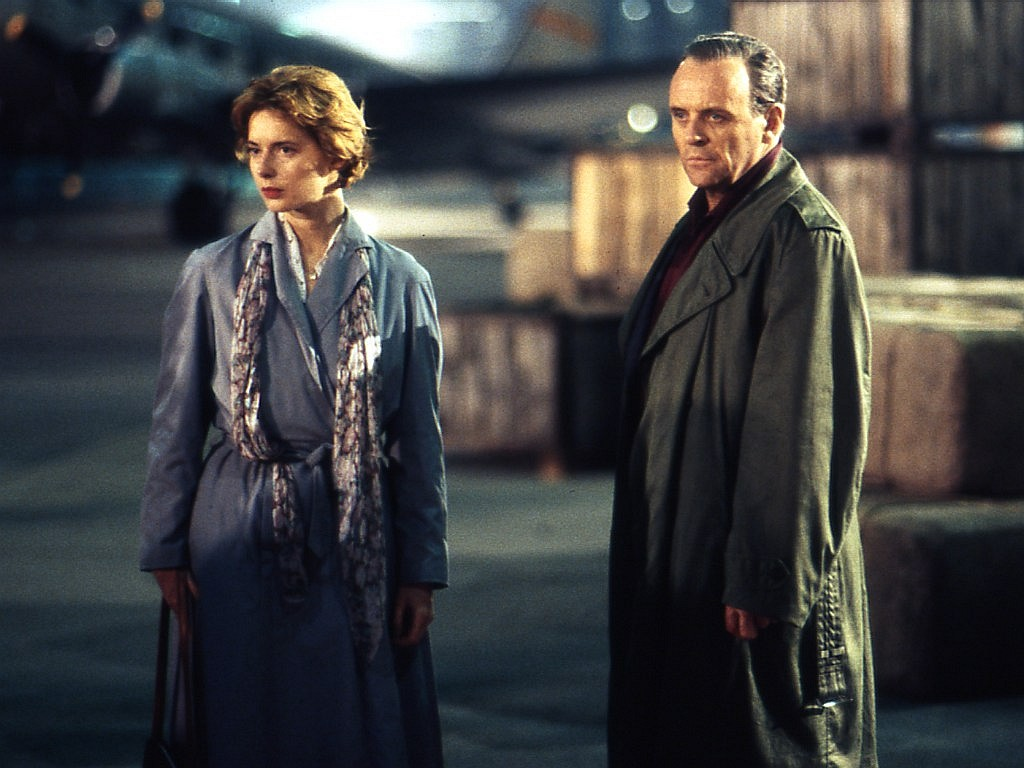
Росселлини и Хопкинс на съёмках, Берлин, аэропорт «Темпельхоф», 7 мая 1992

| Актёр               | Роль            |
| ------------------- | --------------- |
| Энтони Хопкинс      | Гласс           |
| Изабелла Росселлини | Мария           |
| Кэмпбелл Скотт      | Леонард         |
| Рональд Ничке       | Отто            |
| Харт Бокнер         | Расселл         |
| Джеймс Грант        | Макнами         |
| Джереми Синден      | капитан Лофтинг |
| Ричард Дерден       | Блэк            |